# بابی باکالیری
رابرت باکالیری جونیور، با بازی استیو شیرریپا، یک شخصیت خیالی در سریال «سوپرانوها» از اچ‌بی‌او است. او با لقب «بابی باکالا» شناخته می‌شود. بابی، که یک گانگستر نسل سوم است، ابتدا به عنوان یک سرباز و بعدتر به عنوان دستیار ارشد کورادو «جونیور» سوپرانو نشان داده می‌شود. در طول سریال، او در سلسله‌مراتب سازمان جنایت سازمان‌یافته رشد می‌کند و در نهایت به یکی از نزدیک‌ترین افراد مورد اعتماد تونی، و همچنین برادرزن او، تبدیل می‌شود.

## پیشینه خانوادگی
بابی سینیور در سن ۳۱ یا ۳۲ سالگی صاحب فرزند پسری به نام بابی جونیور شد. در قسمت «سوپرانو هوم موویز»، بابی اشاره می‌کند که پدربزرگش به دلیل درگیری‌های سیاسی در دوران رژیم فاشیستی، ایتالیا را ترک کرد و به طور غیرقانونی از طریق مونترال وارد ایالات متحده شد. در قسمت «برای تمام بدهی‌های عمومی و خصوصی»، بابی ذکر می‌کند که در سال ۲۰۰۲ مادرش ۶۹ سال دارد و پس از حملات ۱۱ سپتامبر، سلامت روان او رو به افول گذاشته است. به طور ضمنی اشاره می‌شود که والدین او از هم جدا شده‌اند یا طلاق گرفته‌اند.

## زندگینامه
در قسمت «سوپرانو هوم موویز»، هنگام بحث درباره بابی باکالیری پس از درگیری، تونی سوپرانو فکر کرد که او ۴۲ یا ۴۳ ساله است، یعنی در سال ۱۹۶۴ یا ۱۹۶۵ به دنیا آمده بود. برخلاف بسیاری از همقطارانش در دنیای جنایت، بابی دلی بزرگ و شخصیتی کمرو داشت. او کسبوکار قدیمی قرضدهی جونیور سوپرانو را اداره میکرد. بابی یک کاپیتان بود که گروه قدیمی جونیور سوپرانو را رهبری میکرد  
و مستقیماً به جونیور و بعدها به تونی گزارش میداد. پیش از مرگش، گمان میرفت که در حال آماده شدن برای پست رهبری بود در صورتی که تونی کشته یا دستگیر میشد.

## ریشه‌های شخصیت
تصادفاً، استیو شیرریپا در ژوئن ۱۹۹۹ برای مراسم عروسی یکی از دوستانش در نیویورک سیتی بود. در همان زمان، برای تست بازیگری در نیویورک دعوت شد، ابتدا برای نقش «آجنت اسکیپ لیپاری» و بعداً برای نقش باکالیری. او به مدت پنج فصل نقش باکالیری را بازی کرد. در دو فصل اول، برای تطابق با نقش، از فَتسوت (لباس حجیم کننده) استفاده کرد،اما بعداً آن را کنار گذاشت.  

## پیوندهای خارجی
- پروفایل شخصیت‌های HBO: بابی باکالا ( بایگانی‌شده  در ۲۰۱۶-۱۱-۰۲ توسط Wayback Machine   )